# گمینا توخولا
گمینا توخولا (به لهستانی:  Gmina Tuchola) یک گمینا در لهستان است که در شهرستان توخولا واقع شده‌است. گمینا توخولا ۲۳۹٫۴۳ کیلومتر مربع مساحت و ۲۰٬۰۷۶ نفر جمعیت دارد.